# بني امغيث (بني ايخلف)
بني امغيث هو دُوَّار يقع بجماعة بني يخلف، عمالة المحمدية، جهة الدار البيضاء سطات في المملكة المغربية. ينتمي الدوّار لمشيخة بني ايخلف التي تضم دوارين. يقدر عدد سكانه بـ 10743 نسمة حسب الإحصاء الرسمي للسكان والسكنى لسنة 2004.

## روابط خارجية
- البوابة الوطنية للجماعات الترابية نسخة محفوظة 12 مارس 2018 على موقع واي باك مشين.
- المندوبية السامية للتخطيط